# Kettensilikate
Als Kettensilikate (Inosilikate) bezeichnet man Silikate, deren Silikatanionen endlose Ketten oder Bänder eckenverknüpfter SiO4- Tetraeder enthalten. Zu dieser Abteilung der Silikate zählen bedeutende Gruppen gesteinsbildender Minerale wie z. B. die Pyroxengruppe und die Amphibolgruppe.
Der lineare Aufbau der Silikatketten spiegelt sich in den Eigenschaften der Kettensilikate wider. Die Kristalle sind von niedriger Symmetrie, meist triklin, monoklin oder orthorhombisch, aber nie kubisch. Ihre Form ist oft prismatisch bis nadelig gestreckt in Richtung der Silikatketten. Die Spaltbarkeit ist in Richtung der Silikatketten meist sehr gut.

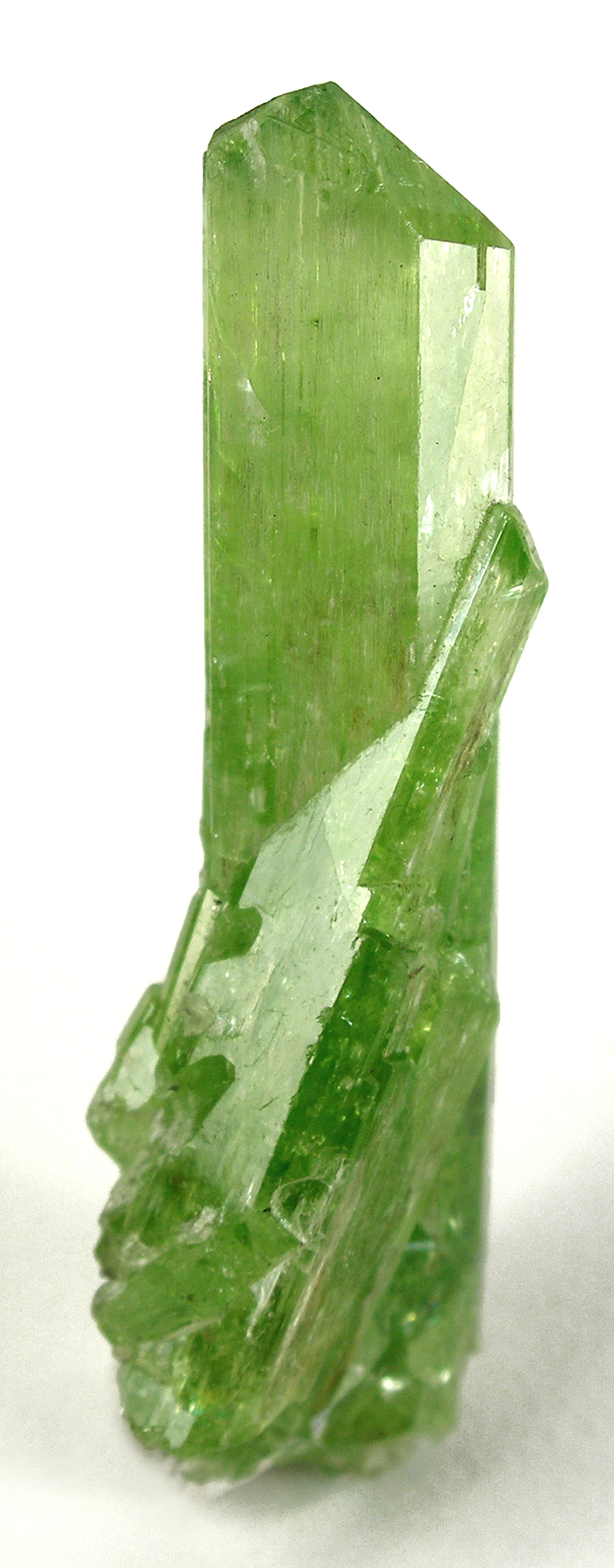
Pyroxen
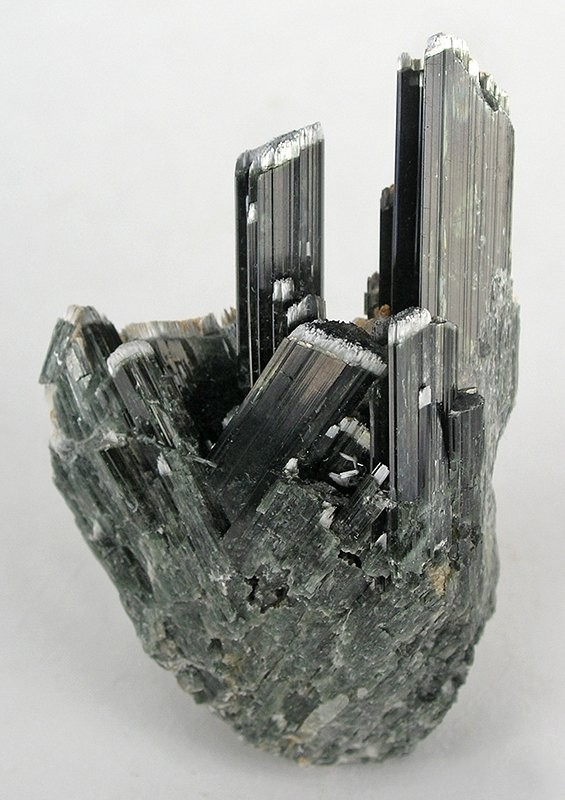
Amphibol
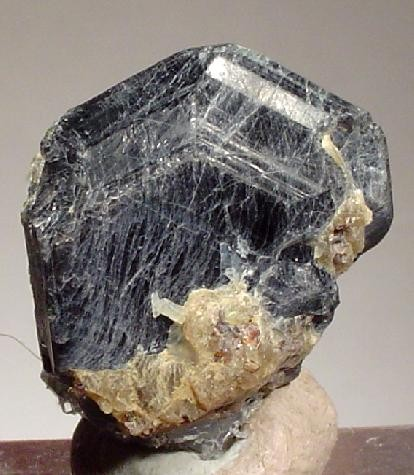
Sapphirin
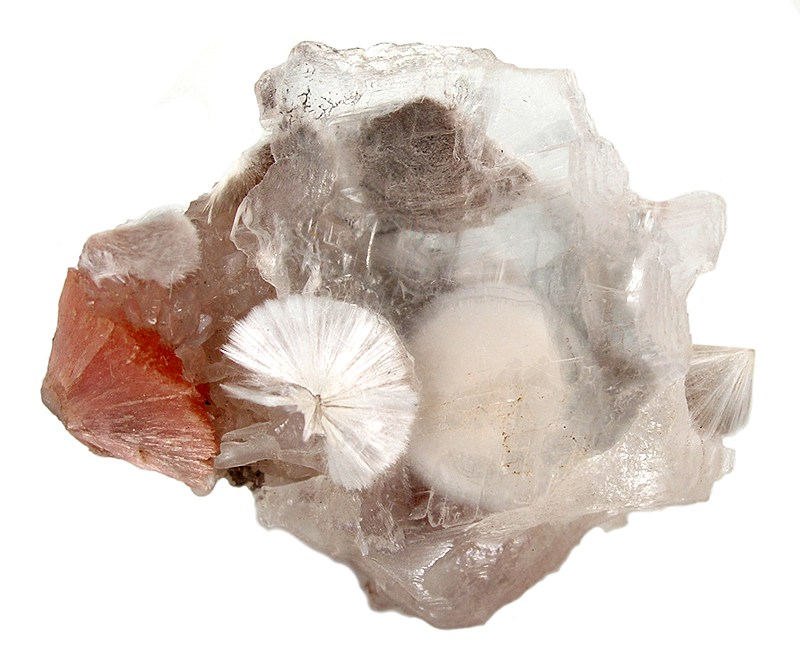
Xonotlit (weiß) und Inesit (rotbraun)
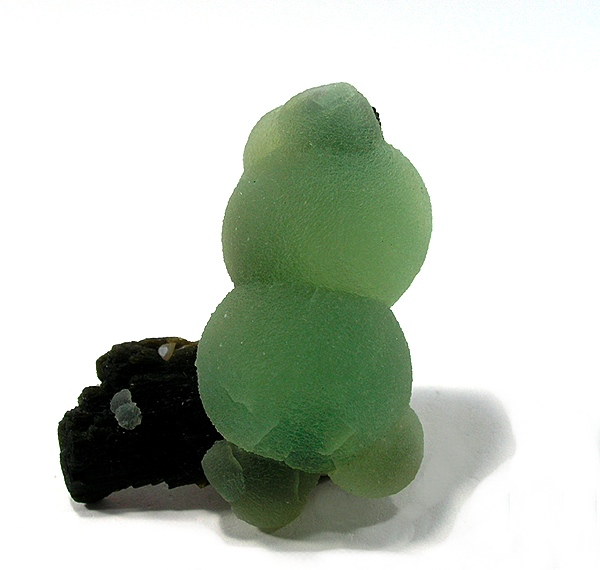
Prehnit

## Klassifikation

### Silikatklassifikation nach Liebau
In der strukturellen Silikatklassifikation von Friedrich Liebau sind die Kettensilikate Silikate mit der Dimensionalität 1. Die Ausdehnung der Silikatanionen ist in einer Richtung (1 Dimensionen) unbegrenzt.
Liebau unterteilt die Inosilikate anhand des Aufbaus der Silikatketten nach folgenden Kriterien: 
Periodizität:
Sie gibt an, nach wie vielen Silikatkettengliedern (SiO4- Tetraeder) sich der Aufbau der Kette wiederholt. Die Periodizität von natürlichen Inosilikaten ist meist klein und liegt bei 2 (Pyroxene, Amphibole) oder 3 (z. B. Wollastonit). Die größte bislang gefundene Periodizität ist 14 (Liebauit).  

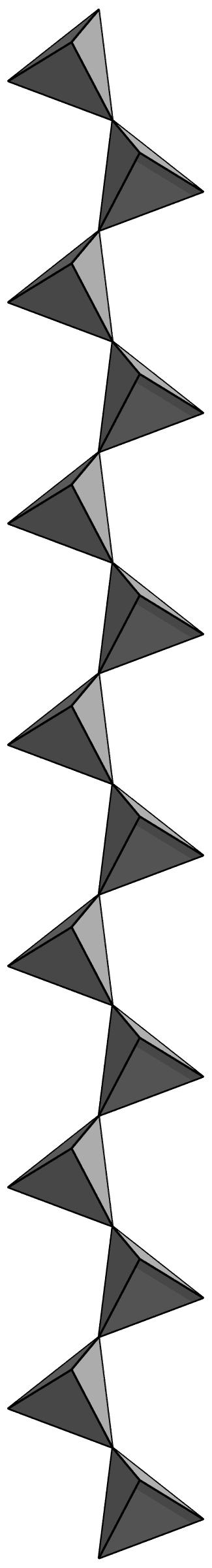
Unverzweigte Zweier-Einfachkette des Pyroxens (Diopsid)
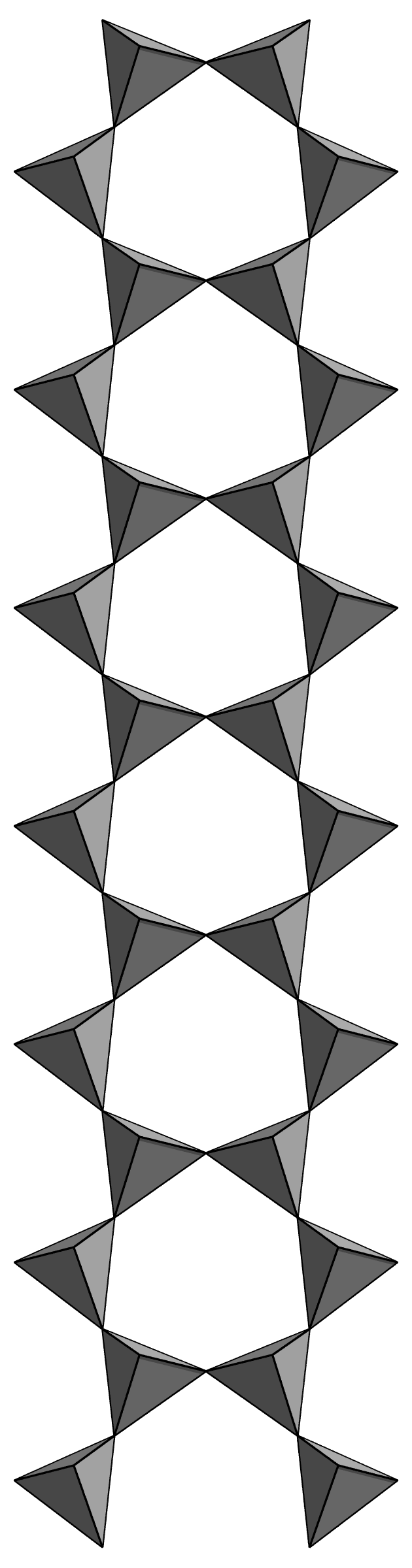
Unverzweigte Zweier-Doppelkette von Amphibol (Tremolit)
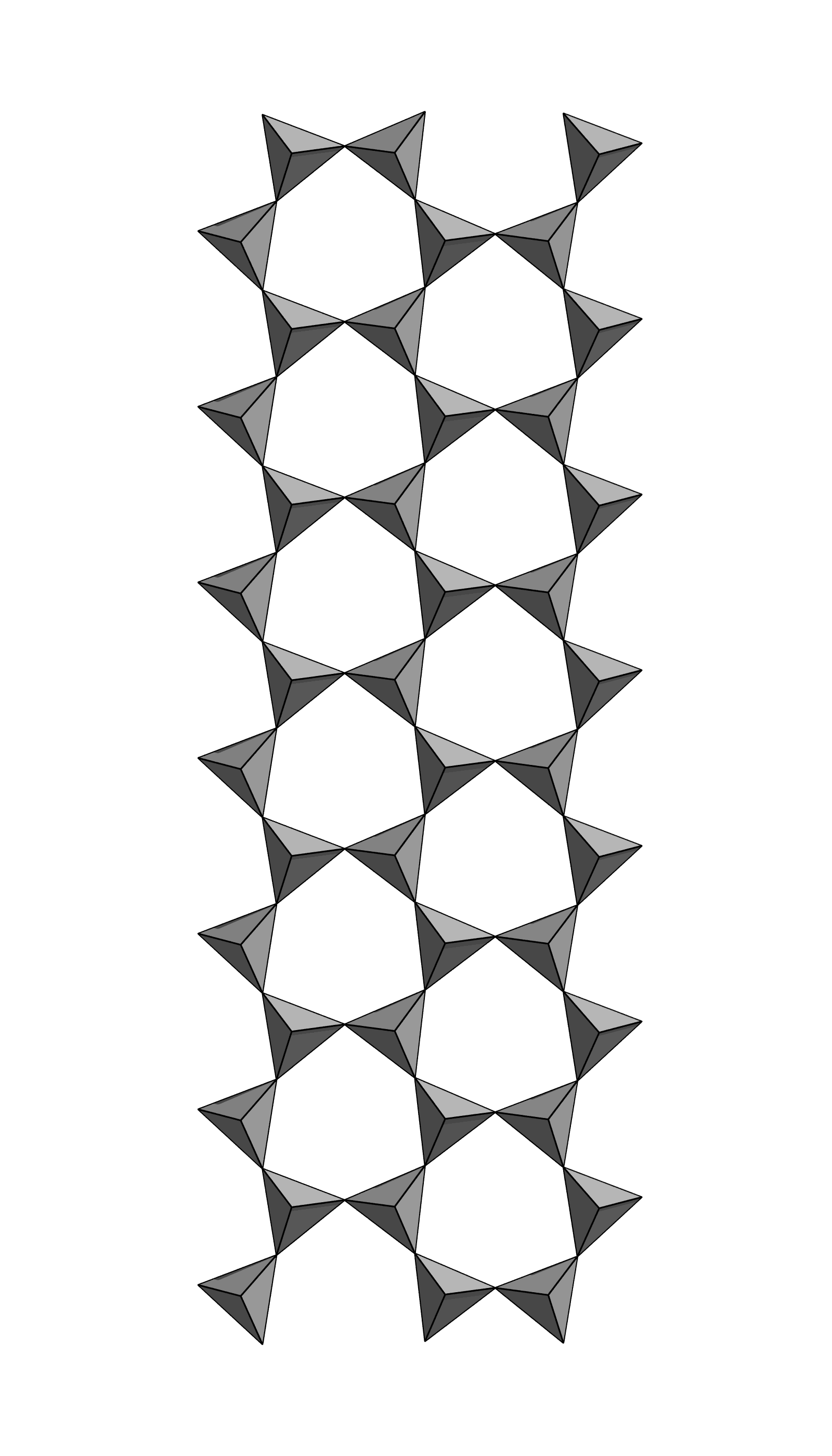
Unverzweigte Zweier-Dreifachketten des Jimthompsonit
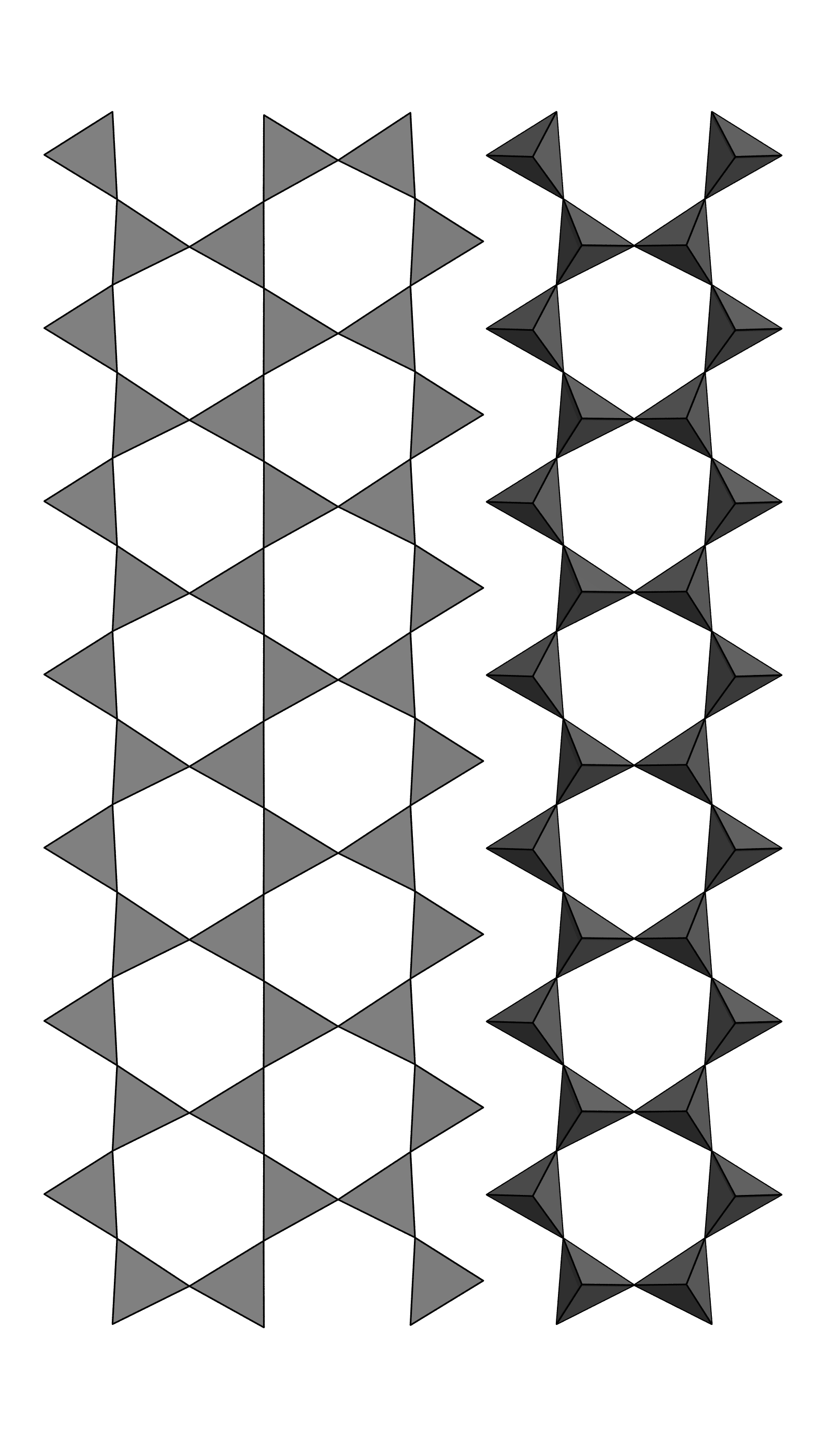
Gemischte unverzweigte Zweier-Doppel- und Dreifachketten im Chesterit

- Unverzweigte Dreier-Einfachkette des Wollastonit
- Unverzweigte Vierer-Einfachkette des Haradait
- Unverzweigte Fünfer-Einfachkette des Rhodonit
- Unverzweigte Sechser-Einfachkette des Stokesit
- Unverzweigte Siebener-Einfachketten des Pyroxferroit
- Unverzweigte Zwölfer-Einfachkette des Alamosit

Multiplizität:
Sie gibt an, wie viele Ketten miteinander zu Bändern verknüpft sind. Die Multiplizität liegt meist bei 1 (z. B. Pyroxene) oder 2 (z. B. Amphibole). Prinzipiell sind beliebig hohe Multiplizitäten denkbar und gibt es mit zunehmender Kettenmultiplizität einen fließenden Übergang zu den Schichtsilikaten. So werden z. B. die strukturell ähnlich aufgebauten Minerale der Pyroxene, Amphibole, Chesterit, Jimthompsonit und Biotit in der polysomatischen Reihe der Biopyribole zusammengefasst. 

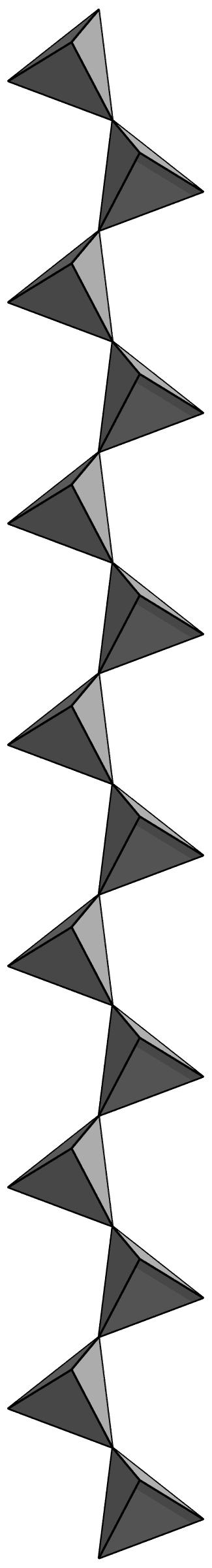
Unverzweigte Zweier-Einfachkette des Pyroxens (Diopsid)
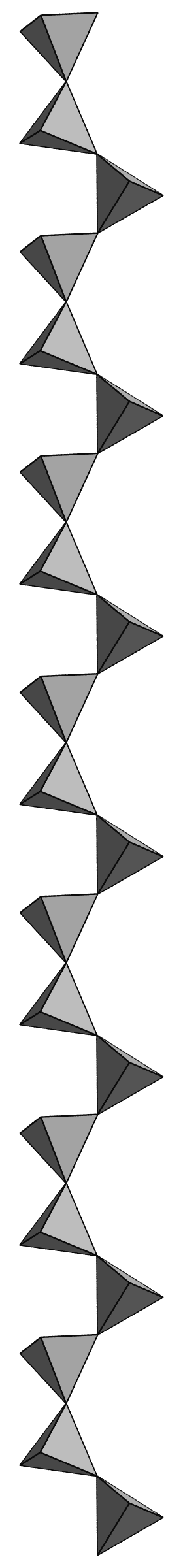
Unverzweigte Dreier-Einfachkette des Wollastonit
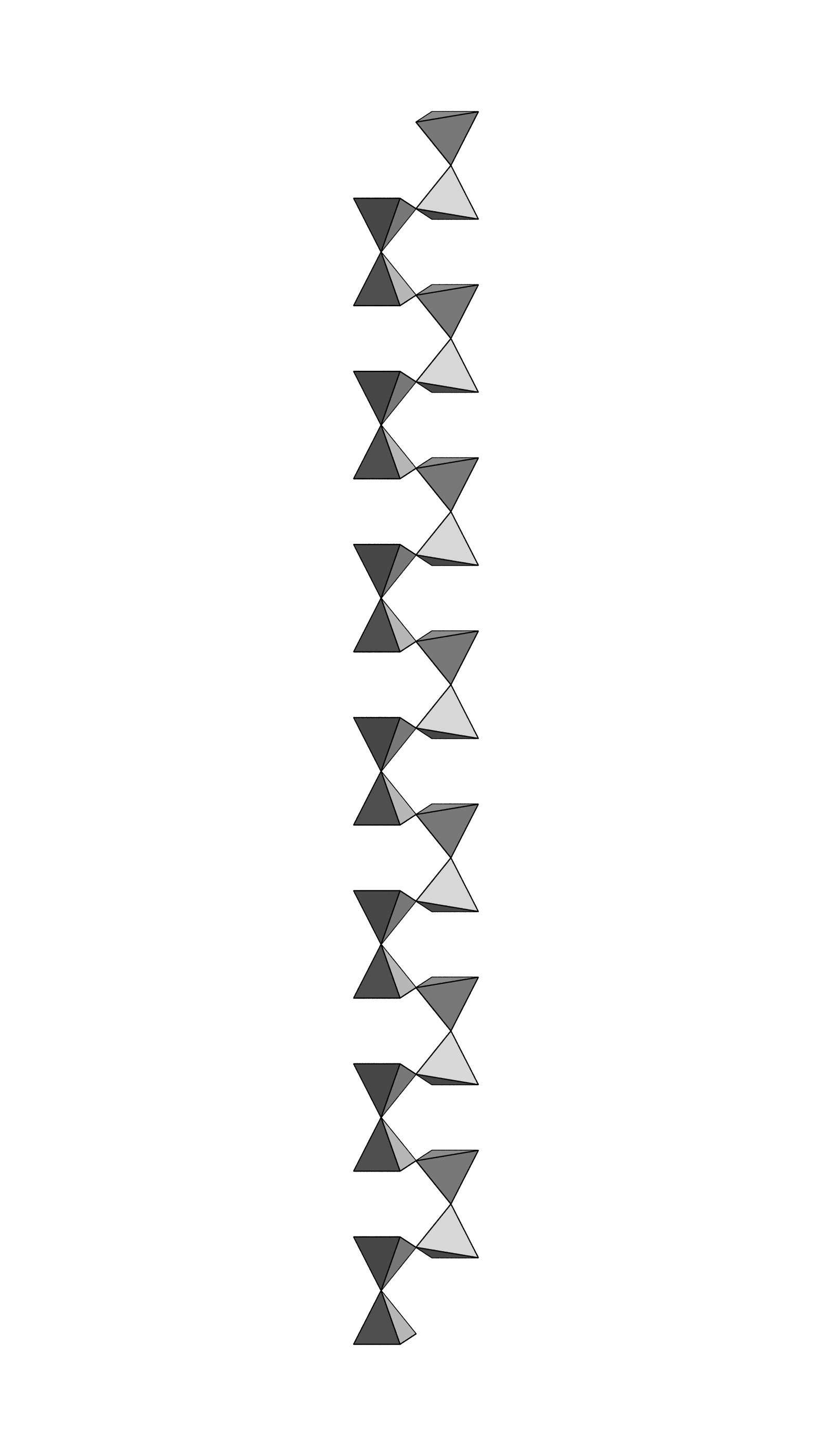
Unverzweigte Vierer-Einfachkette des Haradait
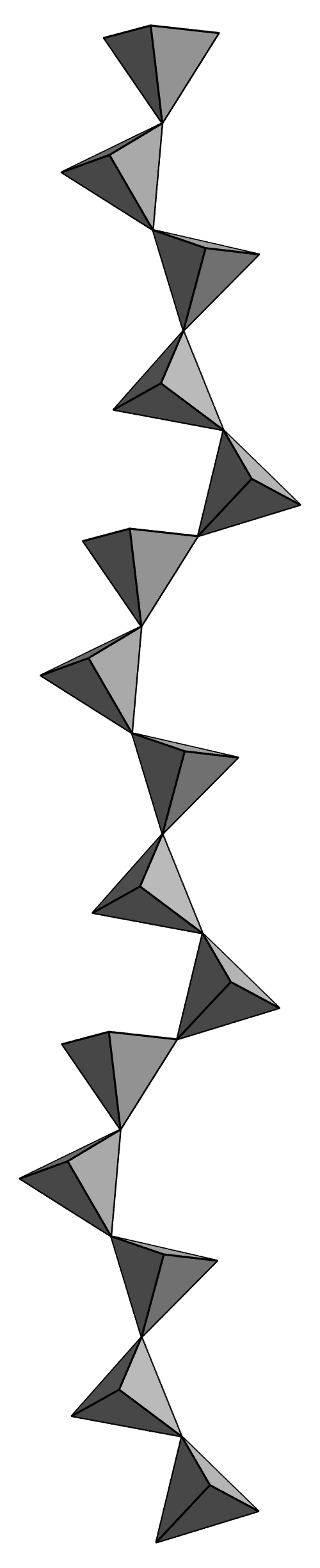
Unverzweigte Fünfer-Einfachkette des Rhodonit
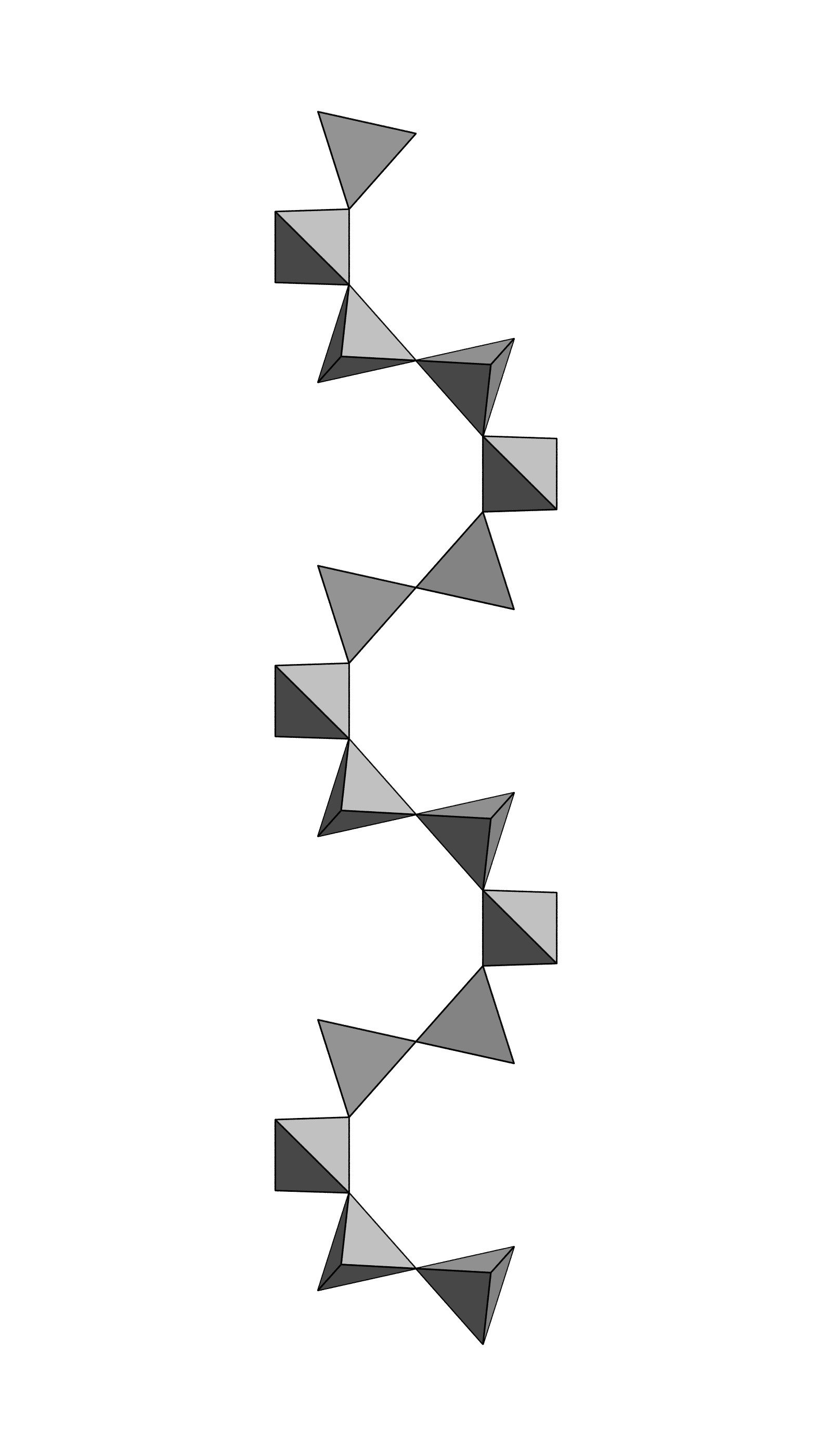
Unverzweigte Sechser-Einfachkette des Stokesit
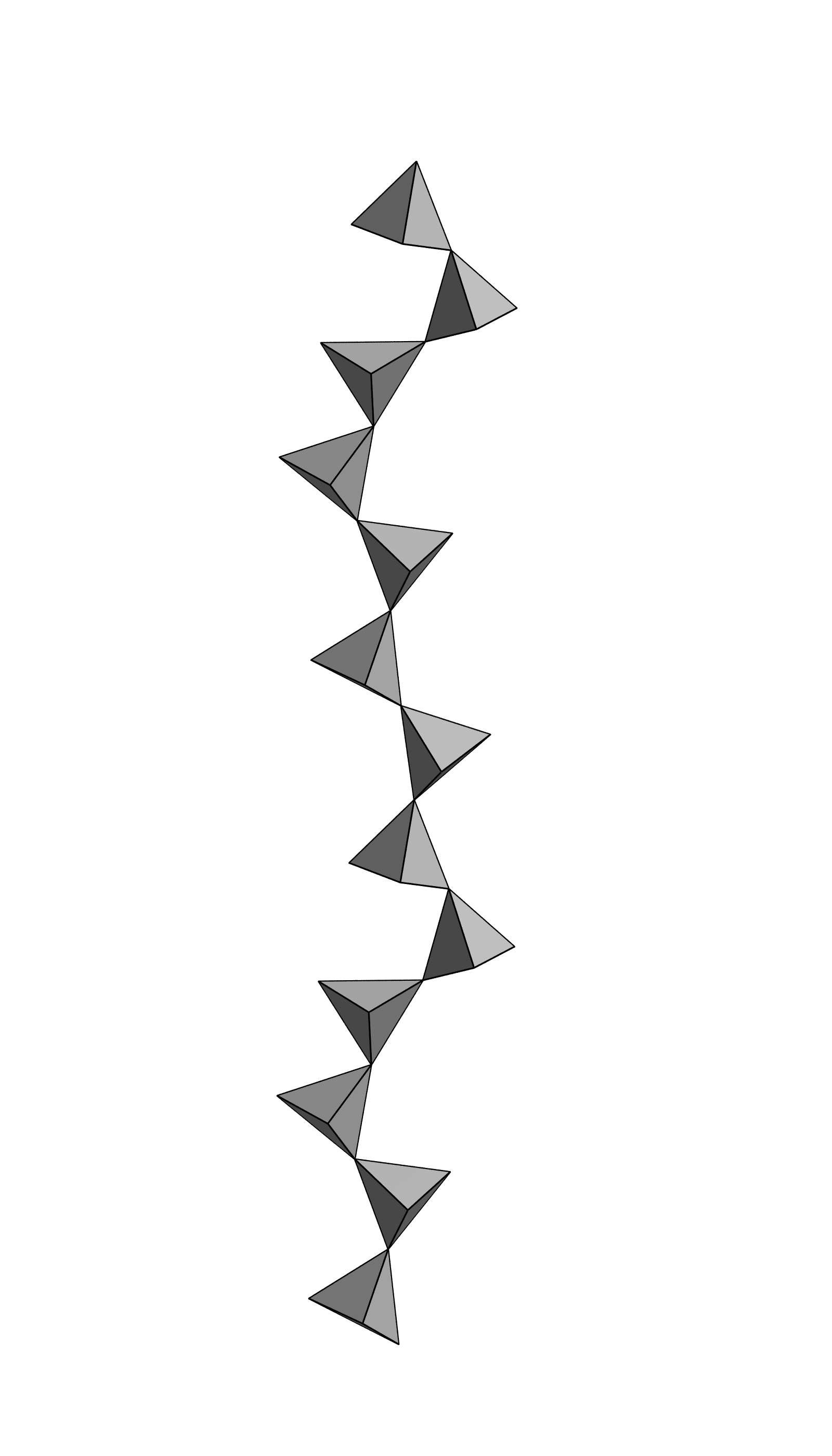
Unverzweigte Siebener-Einfachketten des Pyroxferroit
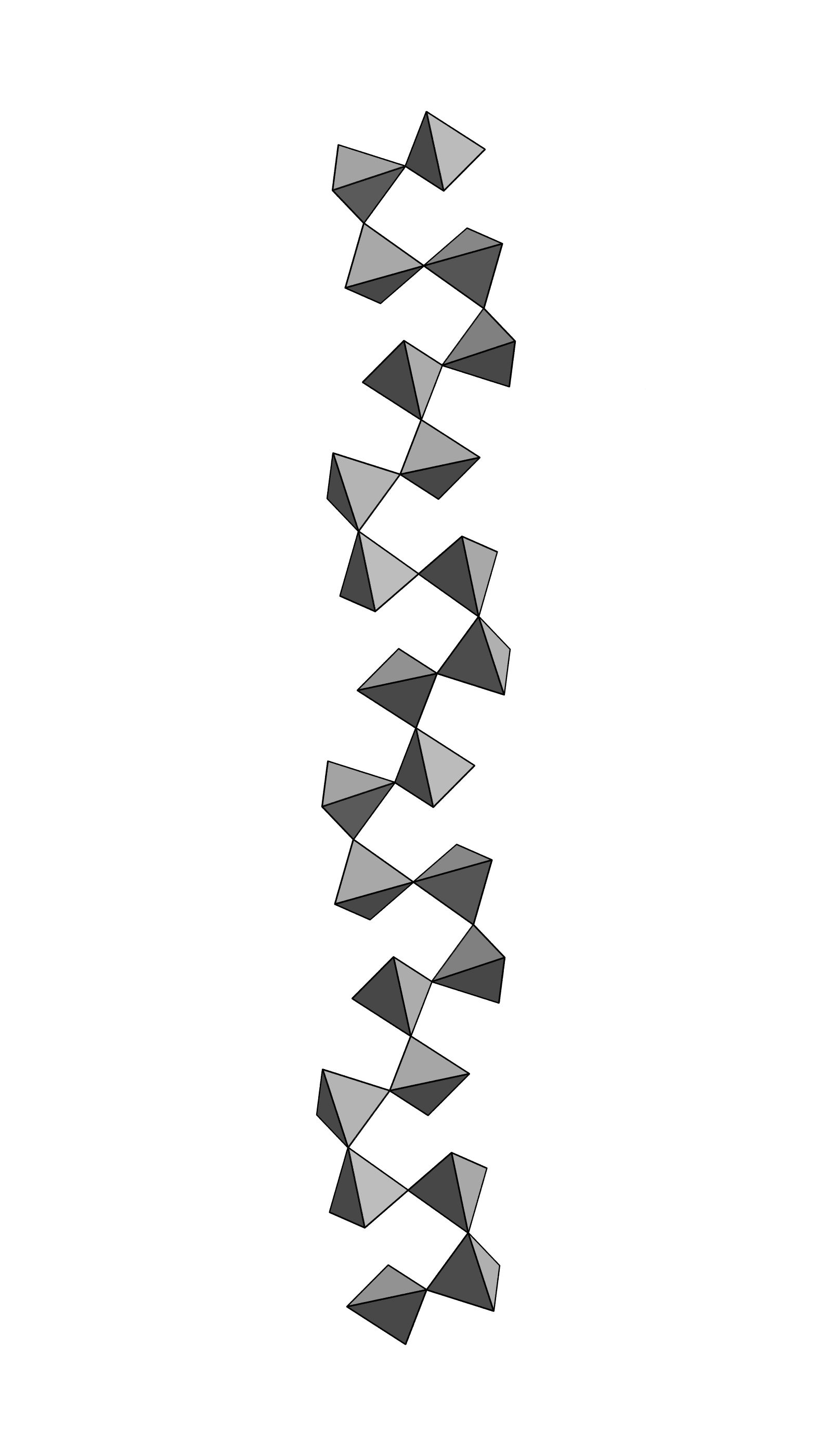
Unverzweigte Zwölfer-Einfachkette des Alamosit

- Unverzweigte Zweier-Doppelkette von Amphibol (Tremolit)
- Unverzweigte Zweier-Dreifachketten des Jimthompsonit
- Gemischte unverzweigte Zweier-Doppel- und Dreifachketten im Chesterit

Verzweigung:
Sie gibt an, ob von der Silikatkette weitere SiO4- Tetraeder abzweigen. Man unterscheidet zwischen offen verzweigten Silikaten und zyklisch verzweigten Silikaten, bei denen die von der Kette abzweigenden  SiO4- Tetraeder geschlossene Ringe formen.

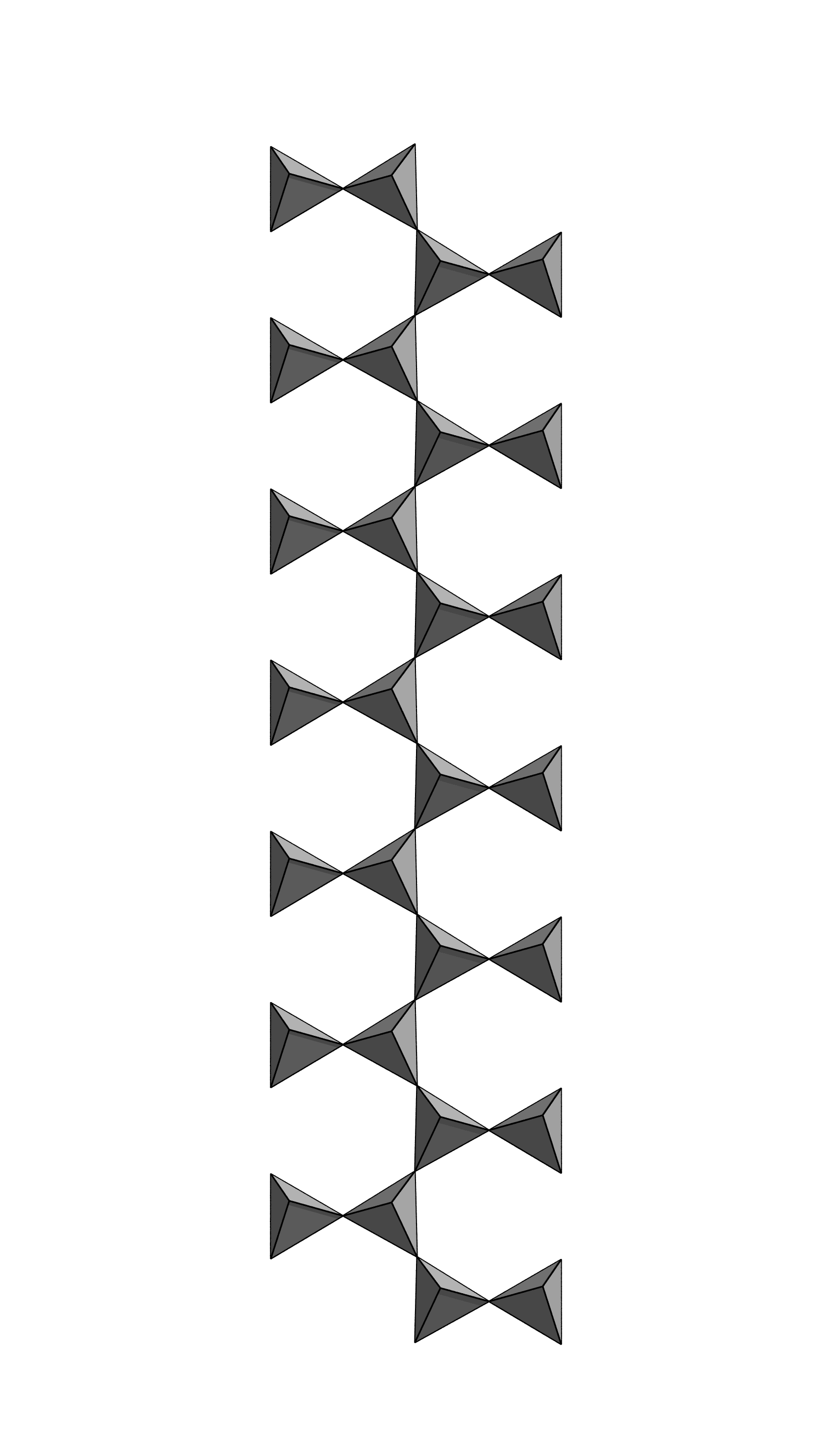
Offen verzweigte Zweier-Einfachkette des Astrophyllit
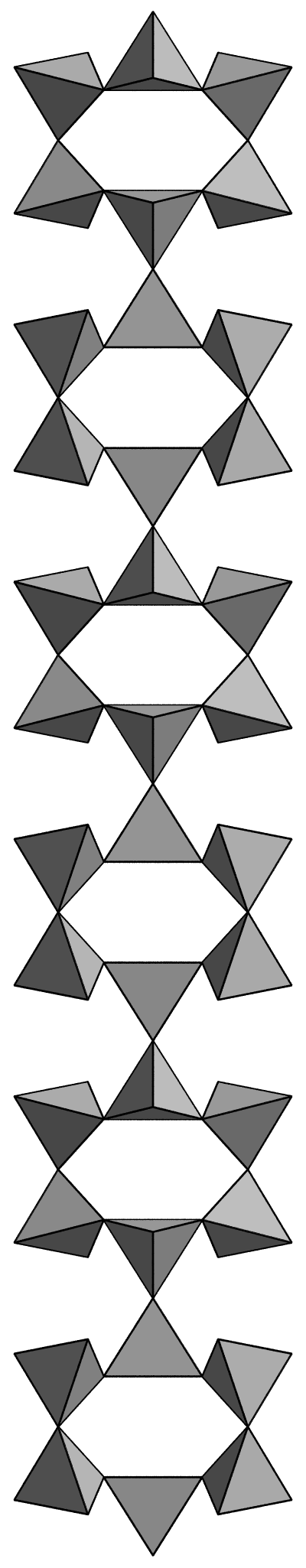
Cyklisch verzweigte Achter-Einfachkette des Pellyit
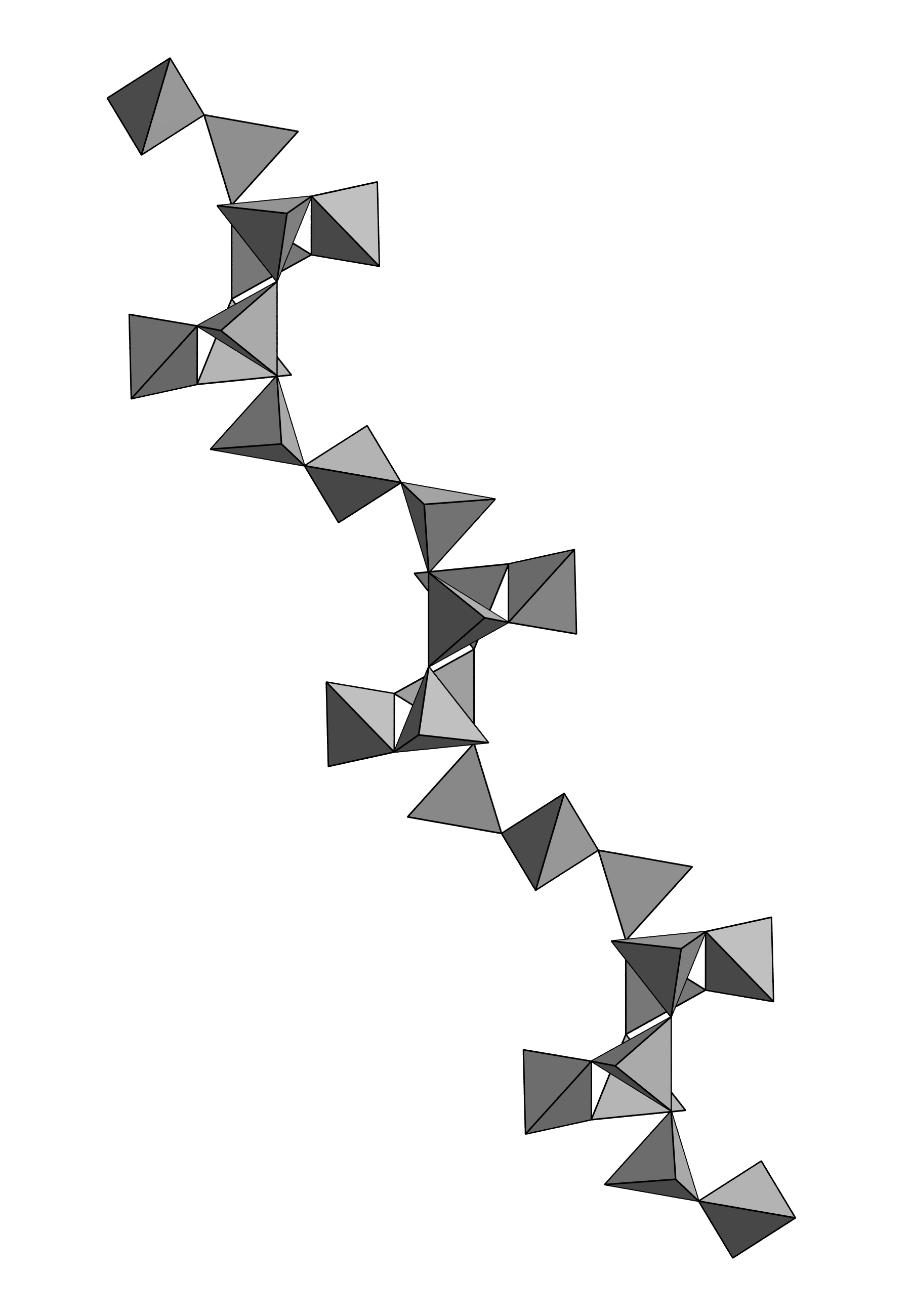
Cyklisch verzweigte 14er-Einfachkette des Liebauit

gemischte Silikatanionen:
Kettensilikate können Ketten mit unterschiedlichen Aufbau oder weitere isolierten Silikatanionen enthalten.

### Strunz
Die 9. Auflage der Strunzschen Mineralogischen Tabellen baut auf der Silikatklassifikation von F. Liebau auf und gliedert die Abteilung der Inosilikate (9.D) primär nach der Periodizität der Ketten und dann nach der Kettenmultiplizität- und Verzweigung und schließlich nach der Mineralzusammensetzung.  
- 9.DA Ketten- und Bandsilikate mit 2-periodischen Einfachketten Si2O6; Pyroxenfamilie: Unverzweigte Ketten mit der Periodizität 2 und der Multiplizität 1.
- 9.DB Ketten- und Bandsilikate mit 2-periodischen Einfachketten Si2O6; mit zusätzlich O, OH, H2O Pyroxen-verwandte Minerale
- 9.DC Ketten- und Bandsilikate mit verzweigten 2-periodischen Einfachketten, Si2O6 + 2SiO3 → Si4O12: Verzweigte Ketten mit der Periodizität 2 und der Multiplizität 1.
- 9.DD Ketten- und Bandsilikate mit 2-periodischen Doppelketten, Si4O11; Amphibol-Familie, Orthoamphibole: Unverzweigte Ketten mit der Periodizität 2 und der Multiplizität 2.
- 9.DE Klinoamphibole: Kettensilikate mit unverzweigten Ketten der Periodizität 2 und der Multiplizität 2.
- 9.DF Ketten- und Bandsilikate mit 2-periodischen Mehrfachketten: Ketten mit der Periodizität 2 und Multiplizitäten > 2.
- 9.DG Ketten- und Bandsilikate mit 3-periodischen Einfach- und Mehrfachketten: Ketten mit der Periodizität 3 und verschiedener Multiplizität.
- 9.DH Ketten- und Bandsilikate mit 4-periodischen Einfachketten, Si4O12: Ketten mit der Periodizität 4 und der Multiplizität 1.
- 9.DJ Ketten- und Bandsilikate mit 4-periodischen Doppel- und Dreifachketten: Ketten mit der Periodizität 4 und der Multiplizität 2 oder 3.
- 9.DK Ketten- und Bandsilikate mit 5-periodischen Einzelketten, Si5O15: Ketten mit der Periodizität 5 und der Multiplizität 1.
- 9.DL Ketten- und Bandsilikate mit 5-periodischen Doppelketten, Si10O28: Ketten mit der Periodizität 5 und der Multiplizität 2.
- 9.DM Ketten- und Bandsilikate mit 6-periodischen Einfachketten, Si6O18: Ketten mit der Periodizität 6 und der Multiplizität 1.
- 9.DN Ketten- und Bandsilikate mit 6-periodischen Doppelketten: Ketten mit der Periodizität 6 und der Multiplizität 2.
- 9.DO Ketten- und Bandsilikate mit 7-, 8-, 10-, 12- und 14-periodischen Ketten
- 9.DP Übergangsstrukturen: Ketten- und Bandsilikate – Schichtsilikate
- 9.DQ Unklassifizierte Ketten- und Bandsilikate

### Dana
Die im angelsächsischen Raum verbreitete Klassifikation von Dana gliedert die Kettensilikate zunächst nach ihrer Multiplizität und in zweiter Linie nach der Periodizität der Ketten.
- 65. Kettensilikatminerale (Inosilikate)
- 66. Kettensilikate: Doppelte unverzweigte Ketten, W=2
- 67. Kettensilikate: Unverzweigte Ketten mit W>2
- 68. Kettensilikate: Strukturen mit Ketten verschiedener Breite
- 69. Kettensilikate: Ketten mit Seitenzweigen oder Schleifen
- 70. Kettensilikate: Säulen- oder Röhren-Strukturen